# Pontiac Parisienne
Pontiac Parisienne – samochód osobowy klasy luksusowej produkowany pod amerykańską marką Pontiac w latach 1982 – 1986.

## Historia i opis modelu

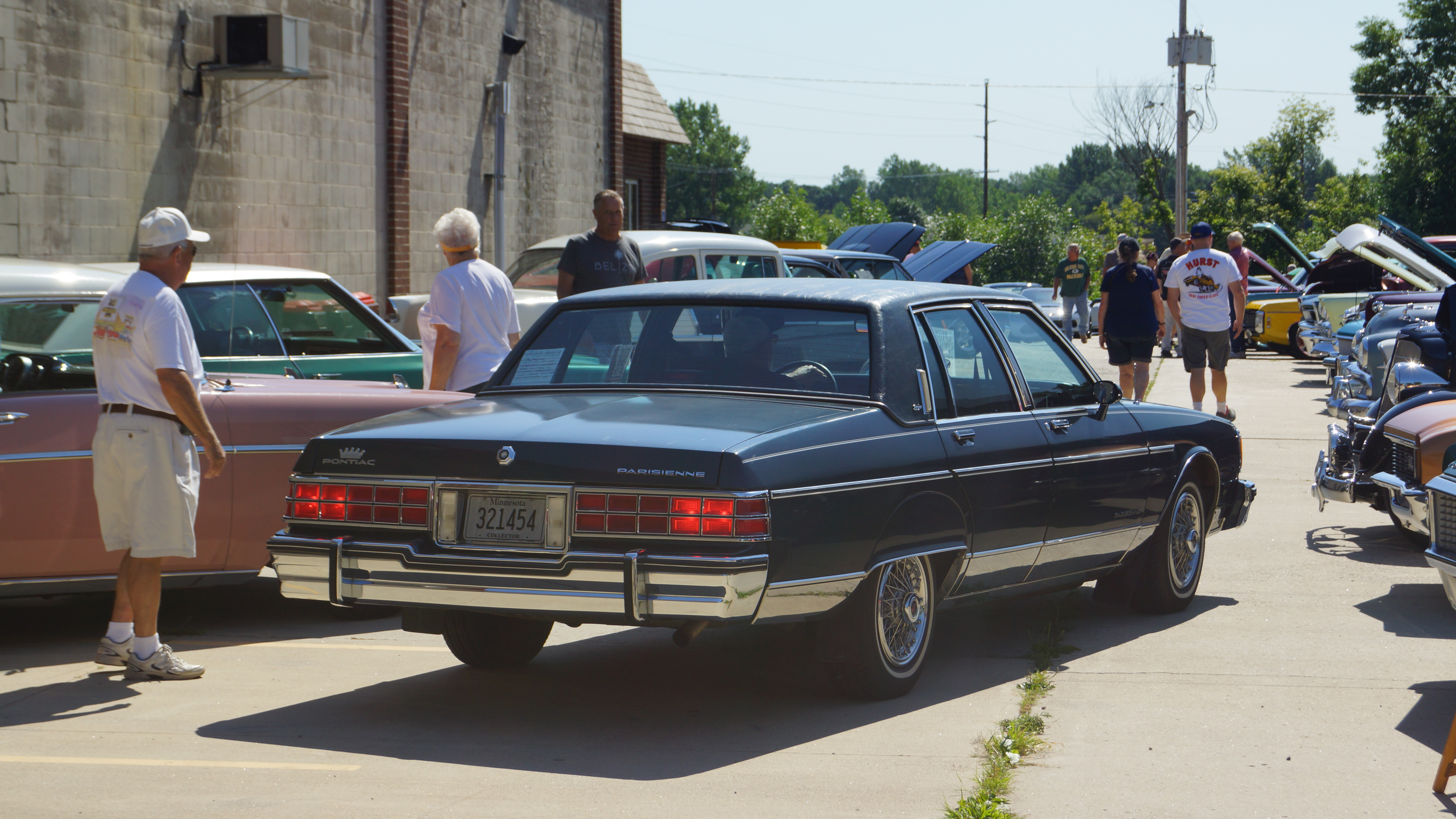
Pontiac Parisienne - tył

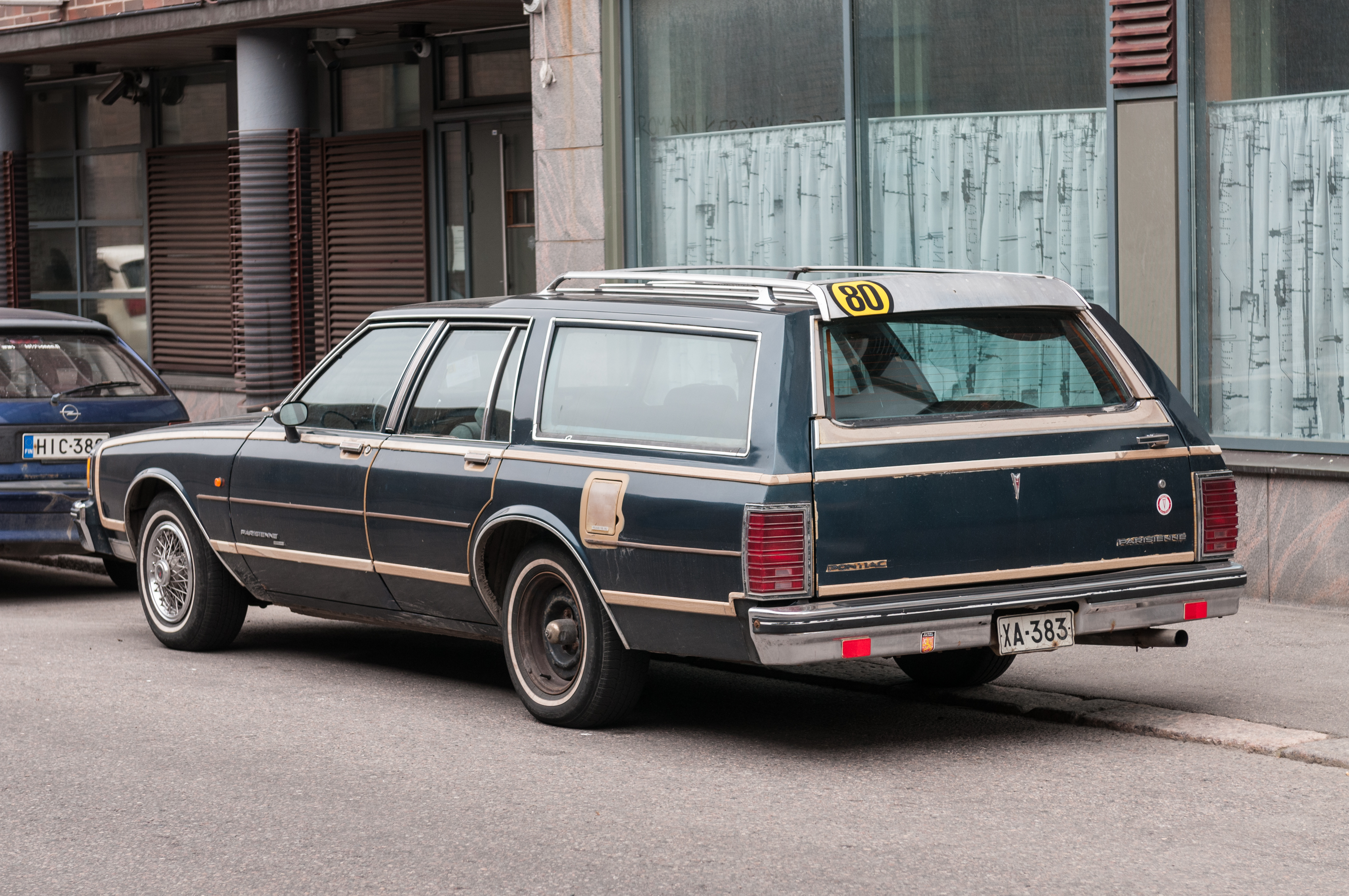
Pontiac Parisienne Safari

W 1982 roku Pontiac zdecydował się zmienić rolę nazwy Parisienne. Po raz pierwszy od 1958 roku, nie był to już emblemat dla topowej linii modelowej Bonneville z myślą o Australii i Nowej Zelandii, a także przede wszystkim Kanadzie.
Tym razem Pontiac Parisienne był topowym modelem oferowanym także w Stanach Zjednoczonych jako następca piątej generacji modeli Catalina i Bonneville.
Samochód powstał na platformie B-body koncernu General Motors, wyróżniając się zabudowanym tylnym nadkolem i kanciastą sylwetką. Parisienne dostępny był jako 4-drzwiowy sedan oraz 5-drzwiowe kombi o dodatkowym przydomku Safari.

### Koniec produkcji i następca
Produkcja Pontiaka Parisienne zakończyła się w 1986 roku. W czasie gdy wariant 4-drzwiowy nie otrzymał bezpośredniego następcy, tak wariant kombi został przemianowany na nazwę Safari i produkowano go do 1989 roku.

### Silniki
- V6 3.8l Buick
- V8 4.3l Pontiac
- V8 4.9l Pontiac
- V8 5.0l Chevrolet
- V8 5.0l Oldsmobile
- V8 5.7l Pontiac